# Elaine Edwards
Elaine Lucille Edwards (ur. 8 marca 1929 w Marksville, zm. 14 maja 2018 w Denham Springs) – amerykańska polityk, była pierwsza dama amerykańskiego stanu Luizjana, która dodatkowo w roku 1972 zasiadała w Senacie Stanów Zjednoczonych.

## Życiorys
Urodziła się w Marksville w Luizjanie jako Elaine Lucille Schwartzenburg. Tam też uczęszczała do szkół.
W roku 1949, mając 20 lat, poślubiła Edwina Washingtona Edwardsa. Jej mąż pełnił w latach 1972–1980, 1984–1988 oraz 1992–1996 gubernatora Luizjany z ramienia Partii Demokratycznej, stając się jedną z najpotężniejszych postaci tamtejszego życia publicznego. Z tej racji Elaine była w okresie jego pierwszych dwóch kadencji pierwszą damą stanu.
Po śmierci wieloletniego senatora z Luizjany Allena J. Ellendera (który w owym czasie pełnił z racji swego stażu funkcję prezydenta pro tempore Senatu), gubernator Edwards, korzystając ze swoich uprawnień, mianował swoją żonę na wakujące miejsce w Senacie jako demokratkę. Wybór ten uzasadniał „zgodnością poglądów politycznych jego i Elaine”, oraz jej przyrzeczeniem, że ustąpi kiedy tylko wybierze się nowego senatora w przedterminowych wyborach (nie ubiegała się o własną kadencję).
Zasiadała w Senacie od 1 sierpnia do 13 listopada 1972 roku, kiedy to zaprzysiężono zwycięzcę wyborów, demokratę Bennetta Johnstona Jr.
Mimo owej „zgodności” poglądów w czasie wyborów prezydenckich w 1976 Elaine popierała urzędującego prezydenta, republikanina Geralda Forda i senatora Boba Dole’a (kandydata na wiceprezydenta), podczas gdy jej mąż popierał demokratów Jimmy’ego Cartera i Waltera Mondale’a.
Elaine i Edwin rozwiedli się w 1989 roku. Była senator mieszkała w Baton Rouge.